# 唐·迪吉若拉莫
唐·迪吉若拉莫（英語：Don Digirolamo），美国音频工程师。他曾赢得过1次奥斯卡最佳音响效果奖，并获得过2次提名。自1963年起迪吉若拉莫曾参与制作超过170部影片。

## 部分影视作品
迪吉若拉莫赢得过1次奥斯卡奖，并获得过2次提名。
获奖
- E.T.外星人 (1982)[1]

提名
- 太阳帝国 (1987)[2]
- 谁陷害了兔子罗杰 (1988)[3]